# 勿角镇
勿角镇，原为勿角乡，是中华人民共和国四川省阿坝藏族羌族自治州九寨沟县下辖的一个乡镇级行政单位。2019年12月，撤销勿角乡、马家乡，设立勿角镇，以原勿角乡和原马家乡所属行政区域为勿角镇的行政区域。

## 行政区划
勿角镇下辖以下地区：
新阳村、英各村、甲勿村、阳山村和浦南村。